# Beamtenstaat
Der Begriff Beamtenstaat ist eine polemische Bezeichnung für einen Staat, in dem der politische und gesellschaftliche Einfluss von Amtsträgern tatsächlich oder scheinbar wesentlich größer ist, als das der Bevölkerungsanteil und die Zuständigkeit für hoheitlichen Aufgaben alleine ergeben bzw. legitimieren würde. Ein Beamtenstaat zeichnet sich durch ein hohes Maß an Bürokratie und Amtswillkür aus. Nicht zwangsläufig, aber sehr typisch für einen Beamtenstaat, ist weiter ein den tatsächlichen Bevölkerungsanteil weit übersteigender Anteil von Beamten unter den politischen Volksvertretern. Der Schweizer Rechtsprofessor Fritz Fleiner stellte daher in einem 1916 erschienenen Aufsatz den Begriff des Beamtenstaates dem Volksstaat gegenüber. Er  erblickte im Beamtenstaat eine idealtypische Organisationsform des Volksstaates, in welchem die öffentlichen Ämter durch Bürger aus den eigenen Reihen versehen werden, die nach Beendigung des Amts wieder in ihren privaten Beruf zurückkehren.
Als Sonderformen des Beamtenstaats wurde in der älteren Literatur der Polizeistaat und der Militärstaat gesehen.